# Friedrich Class (Politiker)
Friedrich Class (* 14. Dezember 1882 in Blödesheim; † 7. September 1964 in Darmstadt) war ein hessischer Politiker (NSDAP) und ehemaliger Abgeordneter des Landtags des Volksstaates Hessen in der Weimarer Republik.
Friedrich Class war der Sohn des Landwirts Wilhelm Class und dessen Frau Elisabeth geborene Vollmer. Er heiratete in erster Ehe Johanna geborene Kleinschmidt und in zweiter Ehe Else geborene Weber (1905–1976). Er war evangelischer Konfession.
Class war Obersteuerinspektor und später Oberregierungsrat in Darmstadt. Zum 1. Oktober 1929 trat er der NSDAP bei (Mitgliedsnummer 155.287). Von 1931 bis 1933 war er für die Partei Mitglied des hessischen Landtags.